# HVV Helmond in het seizoen 1955/56
Het seizoen 1955/1956 was het eerste jaar in het bestaan van de Helmondse betaaldvoetbalclub Helmond. De club kwam uit in de Nederlandse Eerste klasse B en eindigde daarin op de vierde plaats, dit betekende dat de club in het nieuwe seizoen uitkwam in de Eerste divisie.

## Wedstrijdstatistieken

### Eerste klasse B
|       | Baronie | Be Quick | Blauw-Wit | 't Gooi | Haarlem | Heracles | Hermes DVS | Leeuwarden | LONGA | ONA   | Rheden | Wageningen | Zwolsche Boys |
| ----- | ------- | -------- | --------- | ------- | ------- | -------- | ---------- | ---------- | ----- | ----- | ------ | ---------- | ------------- |
| Thuis | 2 – 2   | 1 – 0    | 1 – 1     | 4 – 0   | 0 – 0   | 2 – 1    | 2 – 2      | 0 – 1      | 3 – 1 | 1 – 0 | 2 – 1  | 1 – 1      | 3 – 0         |
| Uit   | 3 – 2   | 0 – 1    | 2 – 1     | 1 – 2   | 2 – 1   | 1 – 3    | 1 – 1      | 2 – 1      | 1 – 3 | 1 – 1 | 2 – 2  | 1 – 0      | 1 – 5         |

## Statistieken Helmond 1955/1956

### Eindstand Helmond in de Nederlandse Eerste klasse B 1955 / 1956
| Stand | Gespeeld | Gewonnen | Gelijk | Verloren | Punten | Doelpunten voor | Doelpunten tegen |
| ----- | -------- | -------- | ------ | -------- | ------ | --------------- | ---------------- |
| 4e    | 26       | 12       | 8      | 6        | 32     | 45              | 28               |

### Topscorers
| Competitie \| # \| Naam \| \| \| ---------------- \| -------------------------- \| -- \| \| 1. \| Frans Overzier \| 13 \| \| 2. \| Theo Spierings \| 9 \| \| 3. \| Marinus Lambooy \| 7 \| \| 4. \| Johannes van den Meulenhof \| 4 \| \| 4. \| Joseph Nicholson \| 4 \| \| 6. \| Len van den Boogaard \| 2 \| \| 6. \| Ad Koolen \| 2 \| \| 8. \| Frans van der Linden \| 1 \| \| 8. \| Willy van Neerven \| 1 \| \| Eigen doelpunten \| \| \| \| – \| Charley van Osch (Baronie) \| \| \| – \| Rinus Schaap ('t Gooi) \| \| \| Totaal \| Totaal \| 45 \| |                            |      |
| # | Naam                       | Goal |
| 1. | Frans Overzier             | 13   |
| 2. | Theo Spierings             | 9    |
| 3. | Marinus Lambooy            | 7    |
| 4. | Johannes van den Meulenhof | 4    |
| 4. | Joseph Nicholson           | 4    |
| 6. | Len van den Boogaard       | 2    |
| 6. | Ad Koolen                  | 2    |
| 8. | Frans van der Linden       | 1    |
| 8. | Willy van Neerven          | 1    |
| Eigen doelpunten |                            |      |
| – | Charley van Osch (Baronie) |      |
| – | Rinus Schaap ('t Gooi)     |      |
| Totaal | Totaal                     | 45   |